# Détroit de Surigao
Le détroit de Surigao est un détroit des Philippines situé entre les îles de Mindanao et Leyte. Ce détroit relie la mer de Bohol au golfe de Leyte. 
Ce détroit est fréquemment traversé par des ferrys transportant hommes et marchandises entre les Visayas et Mindanao. 
Le 25 octobre 1944, un des épisodes de la bataille du golfe de Leyte, plus grande bataille navale de la Seconde Guerre mondiale s'y déroula.

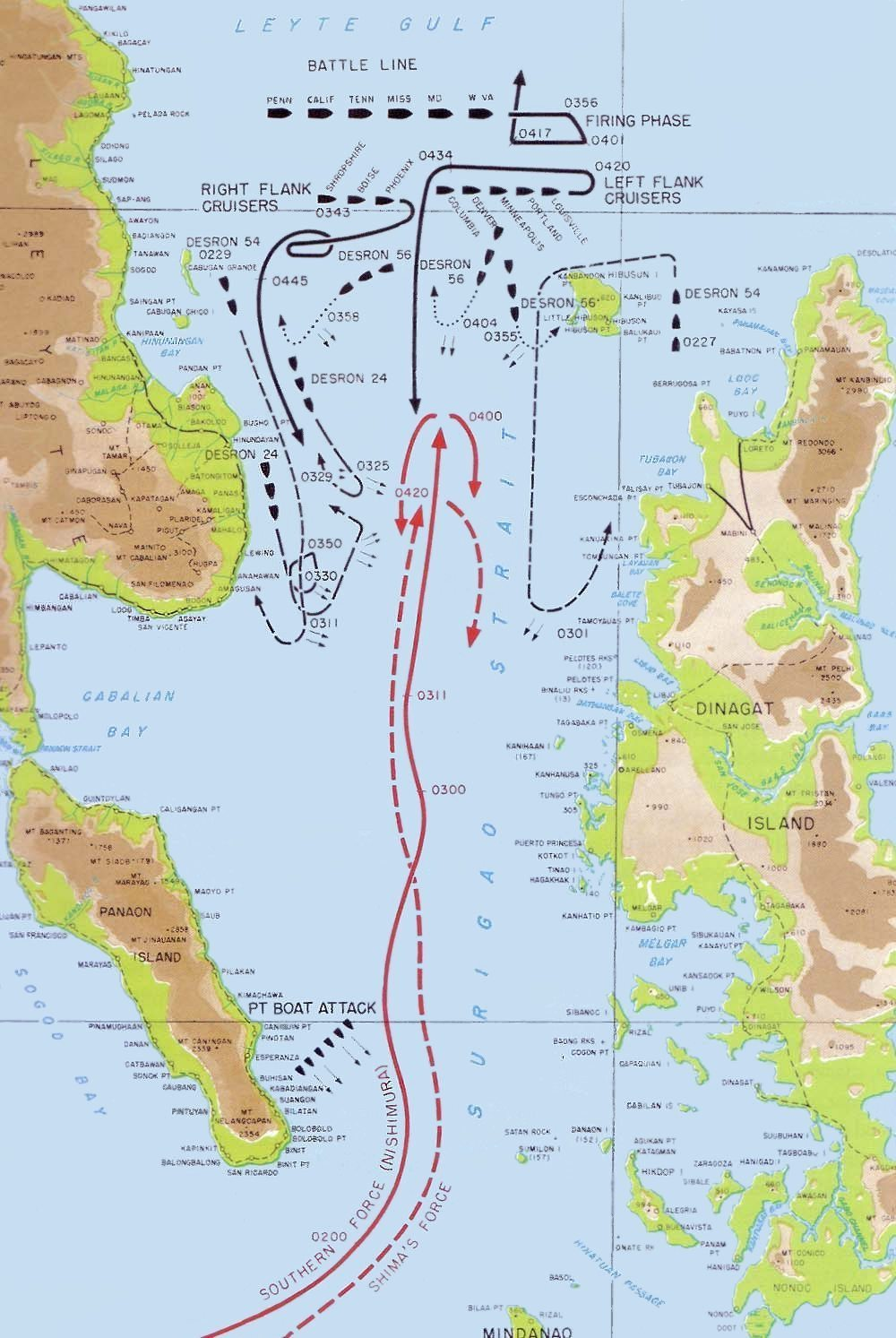
Bataille navale dans le détroit de Surigao lors de la bataille du golfe de Leyte